# 755-ös busz
A 755-ös jelzésű regionális autóbusz Érd és Budaörs között közlekedik. A 734-es busszal együtt fél óránként követik egymást és a két viszonylat útvonala a Bem térig megegyezik.

## Története
2016. augusztus 12-éig csak Törökbálintig közlekedett.
2024. május 1-jétől megáll a törökbálinti Pannon út elnevezésű új megállóhelyen is.

## Járművek
A vonalon főleg Kvartex Credo Econell 12-es típusú szóló autóbuszok közlekednek, ám gyakran feltűnnek Mercedes-Benz Citaro O530-as típusú szóló autóbuszok, de ritkán Volvo 8500-as szóló autóbuszok is megjelenhetnek. Néha csuklós busz is közlekedik a vonalon: Volvo 7700A és 7900A.

## Megállóhelyei
| 0                                        | Budaörs, Lakótelep végállomás     | 50 | 40, 40B, 40E, 140, 140A, 140B, 240, 287, 288, 289 |
| 1                                        | Budaörs, Gimnázium                | 49 | 40, 40E, 88, 88A, 140, 140A, 188, 188E, 240, 287 756, 767                                                                                            |
| 3                                        | Budaörs, Lévai utca               | 47 | 40B, 188E |
| 4                                        | Budaörs, Sport utca               | ∫  | 140, 140B, 188E |
| 6                                        | Budaörs, Méhecske utca            | 44 | 140, 140B, 172, 173 |
| Budaörs–Törökbálint közigazgatási határa |                                   |    | |
| 9                                        | Törökbálint, Raktárváros          | 41 | 140, 140B, 172, 173, 286 |
| 10                                       | Törökbálint, Pannon út            | 39 | 140, 140B, 172, 173 |
| 11                                       | Törökbálint, Tükörhegy            | 38 | 140, 140B, 172, 173, 286 |
| 13                                       | Törökbálint, Nyár utca            | ∫  | 88, 88A, 172, 173, 283, 286 |
| 15                                       | Törökbálint, Baross Gábor utca    | ∫  | 88, 272 |
| ∫                                        | Törökbálint, Bartók Béla utca     | 36 | 88, 88A, 140, 140B, 172, 173, 272 |
| ∫                                        | Törökbálint, Munkácsy Mihály utca | 35 | 88, 88A, 140, 140B, 172, 173, 272 756 |
| 16                                       | Törökbálint, Harangláb            | 34 | 88, 88A, 140, 140B, 172, 173, 272 756 |
| 17                                       | Törökbálint, Ady Endre utca       | 33 | 140, 140B, 172 756 |
| 20                                       | Törökbálint, Virágtanya           | 30 | 756 |
| Törökbálint–Érd közigazgatási határa     |                                   |    | |
| 22                                       | Érd, Felsővölgyi utca             | 28 | 756 |
| 24                                       | Érd, Szedő utca                   | 26 | 732, 733, 736, 756 |
| 28                                       | Érd, Bem tér                      | 20 | 724, 732, 733, 734, 735, 736, 738, 756 |
| 30                                       | Érd, Sóskúti út                   | 18 | 734, 738 |
| 31                                       | Érd, Dévényi utca                 | 17 | 734, 738 |
| 33                                       | Érd, Kalotaszegi utca             | 15 | 734, 738 |
| 34                                       | Érd, Börzsöny utca                | 14 | 734, 738 |
| 35                                       | Érd, Bihari utca                  | 13 | 734, 738 |
| 36                                       | Érd, Tárnoki utca                 | 12 | 734, 738 |
| 37                                       | Érd, Kende utca                   | 11 | 734, 738 |
| 38                                       | Érd, Martinovics utca             | 10 | 734, 738 |
| 40                                       | Érd, Szent László tér             | 8  | 734, 738, 741, 744, 745 |
| 41                                       | Érd, Rómer Flóris tér             | 7  | 734, 738, 741, 744, 745 |
| 43                                       | Érd, Széchenyi tér                | 5  | 733, 734, 735, 736, 738, 741, 744, 745, 756 S40 G40 Z40 S42 Z42 G43 G44 (Érd felső megállóhely)                                                      |
| 46                                       | Érd, Kálvin tér                   | 2  | 733, 734, 735, 736, 738, 741, 744, 745, 746 S30 Z30 S34 S35 S36 sebesvonat (Érd alsó megállóhely)                                                    |
| 48                                       | Érd, autóbusz-állomás végállomás  | 0  | 700, 705, 710, 712, 715, 720, 722, 733, 734, 735, 736, 738, 741, 742, 744, 745, 746 1120, 1134 S30 Z30 S34 S35 S36 sebesvonat (Érd alsó megállóhely) |